# Glumač
Glumač (cyr. Глумач) – wieś w Serbii, w okręgu zlatiborskim, w gminie Požega. W 2011 roku liczyła 684 mieszkańców.